# Polyplectron katsumatae
El espolonero de Hainan (Polyplectron katsumatae) es una especie de ave galliforme de la familia Phasianidae endémica de Hainan que antiguamente se creía variante de Polyplectron bicalcaratum. De los más pequeños espoloneros, el macho mide 53-65 cm con la cola, la hembra 40-45 sin ella.